# Referendum o neovisnosti Sjeverne Makedonije
Referendum o neovisnosti Sjeverne Makedonije održan je 8. rujna 1991. godine. Izlaznost je bila 75.7%. Od 1 132 595 izišlih glasača njih 96.4% bilo je za neovisnost, a 3.6% protiv. Referendumsko pitanje je glasilo: Jeste li za suverenu i neovisnu Makedoniju, s pravom udruživanja s neovisnim državama Jugoslavije? (Дали сте за суверена и независна држава Македонија, со право на влез во иден сојуз на суверени држави на Југославија?). 
Makedonski parlament je 18. rujna 1991. godine proglasio neovisnost, te je Makedonija je postala suverena i neovisna država. Jugoslavenska narodna armija je napustila Makedoniju u miru i uz dogovor s makedonskim vlastima.